# Джама, Мохамед Юсуф
Мохамед Юсуф Джама (сомал. Maxamed Yuusuf Jaamac; род. Ласъанод, провинция Соль, Сомали), также известный как Индхошил (сомал. Indhosheel) — сомалийский политический деятель, президент сомалийской автономии Хатумо. Также был губернатором региона Мудуг.
18 марта 2014 года прибыл в Могадишо, чтобы разорвать отношения Хатумо с Федеральным правительством Сомали.
2 августа 2018 года он обвинил Сомалиленд в организации накануне теракта-самоубийства в Буходле.